# 格雷姆林島
格雷姆林島（英語：Gremlin Island），是南極洲的島嶼，位於葛拉漢地西岸的法利埃海岸，處於紅岩嶺西北面，在1936年由英國探險隊測量，現時由南極條約體系管理。